# Shannon Creek
Shannon Creek je krátkým přítokem řeky Baker nedaleko národního parku Severní Kaskády, konkrétně jeho jihozápadních hranic. Vzniká ve dvou korytech pouze pár kilometrů jižně od hory Mount Shuksan. Jedno koryto je napájeno ledovcem a vzniká ve výšce 1 529 m n. m., druhé není ledovcové a nadmořská výška jeho pramene je pouze 796 metrů. Přibližně v půli cesty se koryta spojí a později spolu ústí do Bakerova jezera. Další významné potoky, které stékají do řeky jsou Sulphide Creek a Swift Creek.